# Celadas
Celadas es un municipio de la provincia de Teruel, en Aragón, España. Tiene una población de 329 habitantes (INE 2024), y está situado a 18 kilómetros de la capital, a una altitud de 1.119 metros por encima del nivel del mar.
Celadas está situada en una depresión, al pie de la Sierra Palomera. En el casco urbano de esta población destaca, como construcción más relevante, la iglesia parroquial de Santo Domingo de Silos. Obra gótico-renacentista de la segunda mitad del siglo XVI, en la que se conservan dos tablas de la misma época. Otro edificio notable es la ermita de Santa Quiteria, obra barroca del siglo XVIII. También hay otro edificio a mencionar que es el Ayuntamiento. Un castillo renacentista que fue reconstruido tras la Guerra Civil. Celebra sus fiestas durante todo el mes de mayo. El primer domingo se realiza una romería y comida campestre en honor a Santa Bárbara. El segundo es en honor a Santo Domingo. En el tercero celebran las comuniones y, finalmente, el último domingo son las fiestas mayores.

## Demografía
Celadas cuenta con una población de 329 habitantes (INE 2024).
| Gráfica de evolución demográfica de Celadas entre 1842 y 2021                                                       |
| |
| Población de derecho según los censos de población del INE Población de hecho según los censos de población del INE |

## Administración y política
| Período   | Alcalde               | Partido |  |
| --------- | --------------------- | ------- |  |
| 1979-1983 | Antonio Andrés Deocón | UCD     |  |
| 1983-1987 |                       |         |  |
| 1987-1991 |                       |         |  |
| 1991-1995 |                       |         |  |
| 1995-1999 |                       |         |  |
| 1999-2003 |                       |         |  |
| 2003-2007 |                       |         |  |
| 2007-2011 |                       |         |  |
| 2011-2015 | Raquel Clemente Muñoz | PP      |  |
| 2015-2019 | Raquel Clemente Muñoz | PP      |  |
| 2019-2023 | Raquel Clemente Muñoz | PP      |  |

| Partido político    | Partido político                                   | 2003   | 2007   | 2011   | 2015   |
| Partido político    | Partido político                                   | Ediles | Ediles | Ediles | Ediles |
|                     | Partido Popular de Aragón (PP)                     | 2      | 3      | 4      | 5      |
|                     | Partido de los Socialistas de Aragón (PSOE-Aragón) | 3      | 4      | 3      | 2      |
|                     | Partido Aragonés (PAR)                             | 2      | 0      | 0      | —      |
|                     | Chunta Aragonesista (CHA)                          | —      | —      | 0      | —      |
| Total de concejales | Total de concejales                                | 7      | 7      | 7      | 7      |

## Localidades hermanadas
- Vinogradovo, Ucrania.[7] (desde 1991)